# Moja stvar
Moja stvar è il quinto studio album di Severina Vučković.
Sotto l'influsso del post-rock della seconda metà degli anni '90 Severina cambia nuovamente il genere musicale, ritornando a produrre un disco di genere pop-rock. Il disco è stato inciso in uno studio appositamente costruito e montato in una zona montuosa delle Alpi Bebie. Durante il lavoro per la creazione dell'album Moja stvar cominciano gli screzi tra Severina e Zrinko Tutić, produttore dell'album, il quale compone solo quattro canzoni per l'album. Severina non era d'accordo con Tutić sulla scelta di alcune canzoni e di alcuni testi.
Come intermezzi, sull'album sono state inserite alcune ninna nanne, in croato uspavanka.
Il primo singolo estratto dall'album è la canzone Moja stvar. Il secondo e ultimo singolo estratto è invece Od rođendana do rođendana, nuova versione della famosissima canzone del gruppo Plavi Orkestar scritta da Saša Lošić.
Nonostante gli enormi sforzi investiti per la promozione dell'album, esso non riscuote un grande successo, pari a quello degli album precedenti.

## Tracce
1. Uspavanka - (Ivan Mikulić – ... – D'Bend)
2. Moja stvar - (Zrinko Tutić – Severina Vučković – D'Bend)
3. Od rođendana do rođendana - (Saša Lošić – Saša Lošić - D'Bend)
4. Uspavanka - (Ivan Mikulić – ... – D'Bend)
5. Spreman za to - (Miro Buljan – Severina Vučković - D'Bend)
6. Pomalo - (Zrinko Tutić – Karlo Barbarić – D'Bend)
7. Zime, ljeta, jeseni - (Zrinko Tutić – Severina Vučković – D'Bend)
8. Uspavanka - (Ivan Mikulić – ... – D'Bend)
9. Zvijezde padaju - (Miro Buljan – Faruk Buljubašić Fayo – D'Bend)
10. Budi happy - (Zrinko Tutić – Severina Vučković / Karlo Barbarić – D'Bend)
11. Uspavanka - (Ivan Mikulić – ... – D'Bend)
12. Slobodna - (Tihomir Preradović – Faruk Buljubašić Fayo – D'Bend)
13. Ajajajaj - (Miro Buljan – Faruk Buljubašić Fayo – D'Bend)
14. Uspavanka - (Ivan Mikulić – ... – D'Bend)
15. Milost - (John Newton – Lidija Jurković – Zrinko Tutić / Nikša Bratoš / Miro Buljan )
16. Uspavanka - (Ivan Mikulić – ... – D'Bend)